# Red Rose
Albums de Elva Hsiao
Elva Hsiao Self-Titled Album
(1999) Tomorrow
(2001)
Red Rose est le 2e album de Elva Hsiao, sorti sous le label Virgin Records le 15 août 2000 à Taïwan.

## Liste des titres
| 1.  | Yu Ji Zhong (雨季中; In the Rainy Season)                                                  | 4:32 |
| 2.  | Yi Ge Ren De Jing Cai (一個人的精彩; A Person's Excellence)                                | 3:09 |
| 3.  | Chuang Wai De Tian Qi (窗外的天氣; The Weather Outside the Window)                         | 4:33 |
| 4.  | Zhun Bei Hao Le Mei You (準備好了沒有; Not Ready)                                          | 3:56 |
| 5.  | Shang Gou Le (上鉤了; Hooked)                                                              | 4:08 |
| 6.  | Ye (夜; Night)                                                                             | 3:37 |
| 7.  | Qiang Wei (薔薇; Rose)                                                                     | 5:30 |
| 8.  | Dian Ying Yu Gao (電影預告; Movie Trailer)                                                 | 3:25 |
| 9.  | Gei Wo Zhong Xin Ai Ni De Ji Hui (給我重新愛你的機會; Give Me the Opportunity to Love You) | 4:29 |
| 10. | Xian Wen Ni Zi Yi (先問你自已; First Ask Yourself)                                         | 4:16 |
| 11. | Hui Yi Xin Jian (回憶信箋; Memory Letter)                                                  | 5:25 |